# Psychotria monensis
Espèce
Statut de conservation UICN

 CR : 
En danger critique
Psychotria monensis est une espèce de plantes à fleurs de la famille des Rubiaceae et du genre Psychotria, endémique du Cameroun.
C’est un arbre de la forêt à feuilles persistantes de la région du Sud-Ouest, localisé dans la réserve forestière de la Mone, d'où son épithète spécifique monensis. 
Elle est décrite et évaluée selon les critères de l’IUCN, comme une espèce en danger critique d'extinction.